# Школа № 7 (Обнинск)
Муниципа́льное бюдже́тное общеобразова́тельное учрежде́ние «Сре́дняя общеобразова́тельная шко́ла № 7» города Обнинска (МБОУ «СОШ № 7») — общеобразовательное учебное заведение муниципального подчинения города Обнинска Калужской области.
Среди обнинских школ школа № 7 считалась аутсайдером. В 2011 году школа впервые в истории обнинского образования не прошла государственную аккредитацию и потеряла право выдавать своим выпускникам аттестаты. В феврале 2012 года аккредитация была пройдена, и школа вернула себе право выдачи аттестатов.
Одна из первых школ города Обнинска, реализующих программу инклюзивного обучения. Единственная школа в городе, в которой имеется специализированное оборудование для консервативного лечения органов зрения.

## История
- 1968 — В новом, специально построенном типовом школьном здании создана средняя общеобразовательная школа № 7 города Обнинска.
- 1981 — Школу окончил Сергей Белоголовцев, в будущем актёр, телеведущий, участник проекта «ОСП-студия».
- 2002 — Школу окончила Лина Красноруцкая, теннисистка, чемпион мира по теннису среди девушек (1999) по версии Международной федерации тенниса (ITF), в будущем телеведущая, тренер.

## Известные события, связанные со школой

### Жалоба православных родителей министру образования на «сатанинский учебник» (2007)
В феврале 2007 года обнинский еженедельник «Московские ворота» опубликовал отправленное 12 января того же года письмо родителей учеников 5 «А» класса школы министру образования Андрею Фурсенко. Письмо было перепечатано еженедельником «Русский вестник» и получило широкую огласку.
Письмо было направлено против рекомендованного (допущенного) Министерством образования и науки Российской Федерации к использованию в образовательном процессе в образовательных учреждениях на 2006—2007 учебный год учебников по английскому языку для нескольких классов Happy English.ru (авторы К. И. Кауфман и М. Ю. Кауфман).
Критикуя учебники Кауфманов, православные родители писали Фурсенко:
Данные учебники полностью построены на использовании образов нечистых сил, волшебства и колдовства, на детальном описании «праздника» хеллоуин и панегирике ему. Фактически речь идёт об оккультных и сатанинских культах. Внедрением в школы учебников английского языка авторов Кауфман К. И. и Кауфман М. Ю. «Хаппи Енглиш.ру» нашим детям навязывается неприкрытое религиозное образование при утверждении, что это якобы «соответствует культурным традициям современной Англии».
Учебники, о которых идёт речь, оскорбляют чувства православных верующих учеников и их родителей. Грамматический материал в них подаётся на образах драконов, змей, а это в православной традиции — образ сатаны. Главный герой, по православному мировоззрению, совершает действия, несовместимые с положительным образом православного человека.
Для психики ребёнка, требующего однозначного отношения к одним и тем же явлениям, неприемлемо обучение по данным учебникам.
Кроме того, в учебниках присутствует скрытая аморальная пропаганда, в частности, суицида — изображение прыгающих с крыши детей <…>; изображение двух мальчиков, один из которых в юбке, парящих в облаках, взявшись за руки…

Завершалось письмо настоятельной просьбой снять с учебника гриф «допущен» и «дать нашим детям возможность изучать иностранный язык по учебникам, не содержащим в себе основ языческих и сатанинских культов».
Письмо не имело никаких последствий.

### Смена директора школы в 2009 году
После окончания 2008—2009 учебного года директор школы Маргарита Соколова ушла на пенсию и администрацией города был объявлен открытый конкурс на освободившуюся должность. На конкурс было подано четыре заявки, однако фактически ни одна из них не была рассмотрена с аргументированным отказом главой администрации Обнинска Николаем Шубиным. Сам Шубин так объяснил свою позицию:
Проводить конкурс на эту должность мы не обязаны. Отдел образования предоставит нам кандидатуры, из которых мы выберем более достойную.
В итоге Шубин остановился на кандидатуре учителя математики Ирины Буцких, имевшей незначительный опыт административной работы. Через два года, после провала седьмой школой государственной аккредитации, Буцких с должности директора была смещена.

### Провал государственной аккредитации в 2011 году
В марте 2011 года во время проведения в школе № 7 государственной аккредитации более половины учеников по пяти предметам написали контрольные на двойки, в результате чего школа аккредитацию не прошла. Это был первый подобный случай за всю историю образования в Обнинске.
Причиной непрохождения школой аккредитации, по общему мнению, были не учителя, а ученики: школа № 7 была своеобразным «отстойником» для учащихся, отчисленных из других школ.
Другого мнения придерживался начальник управления общего образования Обнинска Анатолий Гераскин:
В 7-й школе учатся хорошие, крепкие дети. Но их не подготовили к аттестации, и в этом, конечно, вина педагогического коллектива. Ситуация с 7-й школой сейчас тщательно анализируется. И все причины, послужившие созданию этой негативной ситуации, будут устранены.

Сменившая Анатолия Гераскина на должности начальника управления общего образования Обнинска в августе 2011 года Татьяна Волнистова уточнила позицию администрации по этому вопросу:
7-я школа показала худшие результаты, чем могла бы. И это связано не с уровнем подготовки детей, он вполне приемлемый, а с рядом неверных управленческих решений администрации этого учебного заведения. Школа оказалась не готова к процессу аккредитации. В этом учебном году она будет повторно проходить аккредитацию, и мы намерены держать ситуацию под контролем: проводить мониторинги, давать консультации и рекомендации.
Видимым последствием этого события стало смещение с должности директора школы Ирины Буцких.
Очередная аккредитация, позволяющая школе № 7 выдавать аттестаты, должна была пройти в школе в 2012 году.. В феврале она состоялась, и школа вернула себе право выдачи аттестатов..

## Директора
- 1967—1973 — Людмила Яковлевна Суфиянова, учитель математики
- 1973—1988 — Галина Александровна Рыгина, учитель иностранных языков, Заслуженный учитель РФ
- 1988—2009 — Маргарита Алексеевна Соколова, учитель русского языка и литературы, Заслуженный учитель РФ.
- 2009—2011 — Ирина Вячеславовна Буцких, учитель математики. Победитель конкурса «Учитель года».[9]
- 2011 — 2023 — Татьяна Анатольевна Бурмистрова, учитель математики[15]. Уроженка Калуги, окончила в Калуге школу № 12. В Обнинске жила и работала с 1980 года после переезда из Калуги. В 1980—2003 годах работала в школе № 11, в 2003—2011 годах — в Центре развития образования города Обнинска.[3] Лауреат городского конкурса «Человек года» в номинации «Образование» (2013)[16].